# Іфікрат
Іфікрат (*Ἰφικράτης, 419 до н. е. або 415 до н. е.  —353 до н. е.) — давньогрецький військовий діяч з Афінського поліса.

## Життєпис
Син чинбаря. Про молоді роки нічого невідомо. Розвиток військової кар'єри припадає на час Коринфської війни. Вперше згадується як учасник битві біля Немея. Низка поразок афінян та їх союзників проти спартанців змусила Іфікрата провести військову реформу. Він впровадив пельтастів (легку піхоту), яка була більш маневровою на відміну від гоплітів. Вже 392 року до н. е. Іфікрат завдав спартанцям поразки у битві при Лехеї. У 391 році до н. е. передав командування військами біля Коринфу Хабрію.
У 390 році до н. е. відправлено до Геллеспонту захищати афінські інтереси. У битві поблизу Абідос він розбив спартанського воєначальника Анаксібія, убивши його самого і завдавши тяжкої поразки його війську. Крім того, він здійснював набіги на Фракію. Водночас допоміг Амінті III відновити владу в Македонії. За це Іфікрата оголошено названим сином македонського царя.
По завершенні Коринфскої війни у 385 або 384 році до н. е. залишився у Фракії, допоміг Котісу I здобути трон Одриського царства. Незабаром афінянин стає другим після царя в керівництві військами.
У 379 році до н. е. е. він прийняв запрошення Фарнабаза, сатрапа Геллеспонтської Фригії, про перехід на перську службу. Іфікрат отримав під своє командування 12 тис. вояків для сприяння перському вторгненню в Єгипет, 373 року до н. е. висадив десант у дельті Нілу, де зайняв фортецю Мендес. Тут вступив у суперечку з Фарнабазом, який побоювався самотужки атакувати Мемфіс й не дозволив Іфікрату лише з греками здійснити це. Не дочекавшись прибуття Фарнабаза, він був змушений припинити наступ на Мемфіс. Експедиція провалилася, і Іфікрат був змушений тікати в Афіни.
В Афінах Іфікрата зустріли з захватом і навіть обрали стратегом. У 372 році до н. е. спільно з Хабрієм він був відправлений з 70 кораблями на Керкіру, де зняв її облогу і розбив біля її берегів сиракузьку ескадру. Висадившись на Кефалонії, афінські стратеги змусили острів приєднатися до Другого Афінському морському союзу.
У 369 році до н. е. після утворення союзу Афін і Спарти проти Фів, Іфікрат вдерся до Аркадії, що була союзником Фів. У 368 році до н. е. вирушив з ескадрою на Халкидику для підпорядкування Амфіполя. У сусідній Македонії він втрутився в македонські династичні чвари, привівши на трон Птолемея I Алоріта. Проте здобути Амфіполь не зміг. Його дії у Фракії в цілому також були невдалими. Командування військом було у нього відібрано і передано до Тимофія, а скривджений Іфікрат покинув афінян і в 365 році до н. е. повернувся до Одриського царства. Тут він підкупивши афінського військовика Харідема допоміг царю Котісу I придушити повстання проти себе.
У 357 році до н.е на початку Союзницької війни повертається до Афін. Разом з Тимофієм він брав участь в експедиції на допомогу обложеному Самосу. Після виконання цього завдання ескадра рушила проти Хіосу, але зазнала поразки. Іфікрат разом з Тимофієм за відмову почати бій під час бурі за звинуваченням стратега Хареса був відсторонений від командування і притягнутий до суду за звинуваченням у зраді і підкупі, але виправданий, хоча і був змушений заплатити великий штраф.
Судовий процес призвів до занепаду військового і політичного впливу Іфікрата. Він помер у Фракії 353 року до н. е.

## Родина
- Менестей (374—325 до н. е.), афінський наварх
- Іфікрат Молодший, афінський посол